# آمریکا آلونسو
آمریکا آلونسو (انگلیسی: América Alonso; ۴ دسامبر ۱۹۳۶ – ۱۴ مهٔ ۲۰۲۲) بازیگر اهل ونزوئلا بود.